# Laphria asturina
Laphria asturina là một loài ruồi trong họ Asilidae. Laphria asturina được Bromley miêu tả năm 1951. Loài này phân bố ở vùng Tân Bắc giới.